# 舟山市
舟山市（しゅうざん-し）は中華人民共和国浙江省に位置する地級市。寧波に隣接し、明の時代には密貿易港双嶼（そうしょ）があった。

## 地理
浙江省の東北の東シナ海にある全2,085個の島嶼（そのうち人が住んでいるのは141個）からなる舟山群島により構成される。

## 行政区画
2市轄区・2県を管轄する。
- 市轄区：定海区・普陀区
- 県：岱山県・嵊泗県

| 舟山市の地図                |
| --------------------------- |
| 定海区 普陀区 岱山県 嵊泗県 |

### 年表
この節の出典

#### 舟山専区(1953年-1960年)
- 1953年6月10日 - 浙江省寧波専区定海県、江蘇省松江専区嵊泗県を編入。浙江省舟山専区が成立。(4県)
  - 定海県が分割され、定海県・普陀県・岱山県が発足。
- 1954年4月15日 - 寧波専区象山県を編入。(5県)
- 1958年11月21日 (2県)
  - 定海県・岱山県・普陀県・嵊泗県が合併し、舟山県が発足。
  - 台州専区寧海県および三門県の一部が象山県に編入。
- 1958年12月22日 - 象山県が寧波専区に編入。(1県)
- 1960年1月4日 - 舟山県が寧波専区に編入。

#### 舟山地区(1962年-1987年)
- 1962年5月28日 - 浙江省寧波専区舟山県、上海市嵊泗人民公社を編入。浙江省舟山専区が成立。(1県1公社)
- 1962年6月1日 (5県)
  - 舟山県が分割され、定海県・普陀県・岱山県・大衢県が発足。
  - 嵊泗人民公社が県制施行し、嵊泗県となる。
- 1964年6月5日 - 大衢県が岱山県に編入。(4県)
- 1978年9月16日 - 舟山専区が舟山地区に改称。(4県)
- 1987年1月23日 - 舟山地区が地級市の舟山市に昇格。

#### 舟山市
- 1987年1月23日 - 舟山地区が地級市の舟山市に昇格。(2区2県)
  - 定海県が区制施行し、定海区となる。
  - 普陀県が区制施行し、普陀区となる。

## 主な島
舟山島、岱山島、六横島、金塘島、衢山島、大長塗山、小長塗山、朱家尖島、桃花島、秀山島、泗礁島、普陀山

## 交通
- 海運：定海、沈家門、高亭、泗礁などの町に港があり上海、寧波、温州、福州などに連絡船が出ている。
- 道路：道路を渡って大部分の地区に移動することができる。大きな島ではバスが走っている。上海からは、杭州湾跨海大橋で寧波へ渡り、さらに舟山跨海大橋で舟山市へ至る。
- 航空：朱家尖島に民用の舟山普陀山空港が一つ、岱山島に中国国民党政府が台湾に移る前に作られた軍用の空港が一つある。現在ヘリコプターでの業務が行われている。

交通の改善のために舟山本島から寧波市鎮海区にいたる跨海大橋を建設した。

## 観光
国家級風景名勝区として普陀山風景名勝区、嵊泗列島風景名勝区が指定されている。また省級風景名勝区では岱山島風景区と桃花島風景区の二つがある。

## 宗教
中国四大仏教名山のひとつである普陀山があるため住民の間では仏教の勢力が強いが、道教も信仰されている。キリスト教は少ないが衢山島には百年の歴史がありかなりの人が教徒である。
- 普済寺
- 法雨寺
- 慧済寺
- 祖印寺
- 不肯去観音院
- 超果寺

## 学校
- 浙江海洋学院

## ゆかりの人物
- 金維映
- 張阿英
- 喬石
- 三毛
- 董浩雲
- 董建華